# Броніслав Мірецький
Броніслав Мірецький  (пол. Bronisław Mirecki 3 вересня 1903, Переворськ — 13 серпня 1986, с. Галущинці, Підволочиського району Тернопільської області, Україна) — римо-католицький релігійний діяч, священик.

## Життєпис
1920 року добровольцем брав участь у польсько-радянській війні, де 17 серпня у битві під Задвір'ям був поранений і потрапив до радянського полону, з якого згодом утік. 1927 року вступив до Львівської семінарії. У листопаді 1933 року у Львівській латинській катедрі відбулися священичі свячення. Одночасно був студентом богословського (теологічного) відділу університету Яна Казимира у Львові, який закінчив 1933 року. 1933—1935 років був приходським вікарієм у Жидачеві, а пізніше адміністратором парафії у с. Нове Село Збаразького повіту.
Наприкінці 1944 року львівський латинський архієпископ Евгеніуш Базяк (пол. Eugeniusz Baziak) призначив його настоятелем (пол. Proboszcz) парафії в Підволочиську. Радянська влада перешкоджала душпастирській діяльності Броніслава Мірецького. 1965 року — до 50-річчя жовтневого революції, більшовицька влада підірвала костел Святої Софії в центрі Підволочиська, а Броніслава Мірецького на 15 років позбавлено права проводити душпастирську діяльність. Але це не завадило йому продовжувати священичу діяльність. Конспіруючись він проводив богослужіння на теренах Львівської архідієцизії, а також на Поділлі у Кам'янці-Подільському, Хмельницькому, Деражні, Летичеві, Маниківцях, Полонному, Голозубинцях. Опікувався також каплицею у Києві, відвідував спільноти католиків на Буковині, в Казахстані, Криму і у Москві. Багато разів був затриманий і допитаний працівниками МВС СРСР і КДБ СРСР. Переховувався у відданих йому мешканців і в укриттях проводив Месси, уділяв Святі Тайни, охрещував дітей, сповідав, вінчав подружжя. Не зважаючи ні на що їздив по навколишніх селах і містечках, часом одночасно обслуговуючи по 15 парафій на Поділлі і на прикордонні Волині. Їздив вдень і вночі конями.
По кільканадцяти роках отримав дозвіл від влади на працю в парафії в селі Галущинці біля Збаража, був єдиним католицьким священником Тернопільської області. Мав одночасно під опікою парафії в Кременці і Борщові.
8 листопада 1983 року відсвяткував 50-річчя священства. Папа Іван Павло II надіслав з тієї нагоди до ювілянта телеграму в якій запевняв його у своїй духовній участі в тій урочистості. Броніслав Мірецький помер в Галущинцях 13 серпня 1986 року. Останню Св. Месу відправив за два дні перед тим у Хмельницькому.